# Les Animaux amoureux
Pour plus de détails, voir Fiche technique et Distribution.
Les Animaux amoureux est un documentaire français de Laurent Charbonnier sorti en 2007.

## Synopsis
De la banquise à la savane, en passant par la jungle et les forêts des régions tempérées, aux quatre coins du monde, un panorama des comportements amoureux chez les animaux (parades, chants...)

## Fiche technique
- Titre : Les Animaux amoureux
- Réalisation et scénario : Laurent Charbonnier
- Photographie : Laurent Charbonnier, Jean-Philippe Macchioni, Guy Sauvage et Thierry Thomas
- Son : Philippe Barbeau
- Musique : Philip Glass
- Production : MC4 Distribution, France 3 Cinéma, Les Productions JMH, TF1 International
- Année de production : 2007
- Pays :  France
- Genre : documentaire
- Durée : 85 minutes (1h25 min)
- Date de sortie : 
  - France - 19 décembre 2007

## Distribution
- Cécile de France : la narratrice